# Doryteuthis sanpaulensis
Doryteuthis sanpaulensis (Brakoniecki, 1984), comunemente noto come calamaro di San Paolo, è una specie di calamaro appartenente alla famiglia Loliginidae, diffusa lungo la costa sud-occidentale dell'Atlantico, dal Brasile all'Argentina. Questa specie riveste un ruolo ecologico significativo negli ecosistemi marini costieri e rappresenta una componente importante nella dieta di vari predatori marini.

## Descrizione
Analisi morfometriche hanno rivelato differenze significative nella forma del corpo tra popolazioni provenienti da diverse località. In particolare, individui provenienti dal Golfo Nuevo presentano due morfotipi distinti: uno simile a quelli di São Sebastião e del Porto di Rawson, e un altro con una morfologia tipica del Golfo Nuevo. Queste variazioni morfologiche sono probabilmente adattamenti ai differenti regimi oceanografici delle rispettive aree.

## Distribuzione e habitat
D. sanpaulensis è prevalentemente distribuito tra le latitudini 22° S e 38° S, occupando le piattaforme continentali del Brasile meridionale, dell'Uruguay e dell'Argentina settentrionale. Studi hanno evidenziato che questa specie può essere suddivisa in almeno sei gruppi geografici distinti, senza formazione di un cline, suggerendo una notevole variabilità morfologica lungo il suo areale.

## Biologia
D. sanpaulensis è una specie neritica che abita principalmente le acque costiere e di piattaforma continentale. La sua distribuzione è influenzata da variabili abiotiche come la temperatura dell'acqua e la profondità. Studi hanno mostrato che questa specie evita la competizione diretta con altre specie di Doryteuthis concentrandosi a diverse profondità e mostrando preferenze termiche differenti, oltre a livelli circadiani di attività inversi.